# 午後は○○おもいッきりテレビ
『午後は○○おもいッきりテレビ』（ごごはまるまる おもいっきりテレビ）は、日本テレビ系列（クロスネットのテレビ大分・テレビ宮崎 両局を除く）で1987年（昭和62年）10月5日から2007年（平成19年）9月28日まで放送されていたテレビ番組で、通称「おもいッきりテレビ」、「おもいッきり」。生放送。ハイビジョン制作（地上デジタル放送のみ）。
放送開始20周年を機に2007年10月1日から『おもいッきりイイ!!テレビ』にリニューアルされた。

## 概要

### 3時間45分番組時代
1987年（昭和62年）3月、日本テレビ内の組織改編により、ワイドショー制作を専門とする「生活情報局」が設置された。それを契機に、5月に当時編成部長だった萩原敏雄が「コーポレートアイデンティティ（CI）の一環として、昼の番組枠全体を見直す」方針を打ち出し、既存の番組をつぶして新しいワイド番組を作ることが決定した。上層部としては、朝番組における『ズームイン!!朝!』のような存在を午後の時間帯にも持ちたいという意向があったとされる。
10月までの午後帯は、12時台に『お昼のワイドショー』、13時台に『ごちそうさま』『三枝成章の気まぐれ』『デザートーク』の各番組、14時台に『2時のワイドショー』（読売テレビ製作）、そして15時台にワイドショー『酒井広のうわさのスタジオ』と時間帯によって放送する番組を変えていたが、それらを一気に統合させ、正午から15:45まで3時間45分の時間を確保し、「それまで分断されていた枠を思い切って一つにまとめ、何かあった際も迅速に対応する」という意味で「午後は○○（まるまる）」 、「おもいッきりテレビ」と名付けられた。「午後は○○（まるまる）」は他にも「何でも丸々詰まっている」という意味が込められていた。
番組の仮タイトルは『今なにしてる!?おもいッきりテレビ』であった。
この編成はラジオのワイド番組を手本にしたと言われている。初代総合司会に山本コウタロー（本名の山本厚太郎名義で）、アシスタントに泰葉を迎えた。12時台は、身近な話題から事件・事故・芸能情報が中心であった。
ただし一部のネット局（クロスネット局など）の中ではテレビ朝日正午枠（『布施明のグッDAY』など）・TBSテレビ『花王愛の劇場』・フジテレビ『ライオンのいただきます』『ライオンのごきげんよう』『3時のあなた』『タイム3』を放送するため、13:20以降ネットしなかった局もある一方で、13:20で飛び降りる局（後述）が14:00の『2時のワイドショー』（読売テレビ制作）から再び飛び乗る局（山梨放送・福井放送など）も存在していた。また、広島テレビでも『ほっとひろしま』を放送するため、13:40（その後13:20に前倒し）で飛び降り、14:00から再度飛び乗り、おもいッきりテレビ本編にネット復帰していた。
13時台は終了まで続いた「きょうは何の日」・『ごちそうさま』（元は独立番組）、その他企画コーナーを行って、最後に13:55から放送されていた『NNNニューススポット』に相当するニュースコーナーとして『情報特急便』が放送されていた。13:55からは『2時のワイドショー』（元は独立番組）が大阪の読売テレビから放送されたが上記の飛び降り・飛び乗りの局へ配慮するため、13:55からの5分間は日本テレビと読売テレビとのスタジオを繋いでクロストークをする様なスタイルをとっていた。14:50からは東京に戻り、芸能情報「うわさのうわさ」が放送された。内容やリポーター（梨元勝など）は『酒井広のうわさのスタジオ』から引き継いだものである。
番組の最後に「おもいッきりプレゼント」という視聴者プレゼントコーナー（『うわさのスタジオ』の「お楽しみプレゼントコーナー」を引き継いだもの。）があり、ハガキで応募する様になっていた。このコーナー直後がエンディングで、長大なエンディングロールが流れていた。
また、ゴールデンウィークや夏季に開催されていたプロ野球・読売ジャイアンツのデーゲームの主催試合（北海道 シリーズ）開催時および年末年始の特別編成時には13:20または13:55までの放送となっていた。ただし、北海道シリーズのうち、札幌でのデーゲーム中継は2時間放送になってからも13:20飛び降りで継続されていたが、ナイター設備のある札幌ドーム完成後はナイターに切り替わったのを受けて行われなくなった。最後のデーゲーム中継に伴う短縮は2002年で、この時は札幌ドーム開催ながら日韓ワールドカップの関係でデーゲームになっていたためだった。
しかし、元々『お昼のワイドショー』を制作していたスタッフからは強い反発を受け、特に「VTRを使わず極力生のトークで」というコンセプトがなかなかスタッフに浸透しなかった。また『ズームイン』から横滑りしてきた初代演出担当の齋藤太朗は、裏番組の『笑っていいとも!』との真っ向勝負を避けるべく「50代以上の女性（いわゆる「F3層」）を主なターゲットとする」という方針を打ち出したが、これも制作スタッフの年代（20代・30代の男性中心）と異なるために「受ける企画」探しで当初苦戦を強いられる要因になった。
狙ったF3層の視聴率も思うように上向かなかったため、出演者や内容をテコ入れするなど試行錯誤を繰り返していく。1988年（昭和63年）3月には春風亭小朝と結婚した関係もあり、泰葉が降板。4月からは2代目アシスタントに高橋佳代子 が起用。それと前後して、山本がメインだった15時台の「うわさのうわさ」も、南美希子（12時台にもコメンテーターの一人として出演）に司会を変え、山本はオープニングのみの挨拶だけに留まるようになった。番組開始から1年後の1988年10月3日から放送時間を12:00 - 13:55の1時間55分に短縮。14時台の『2時のワイドショー』はそのまま、15時台の「うわさのうわさ」のコーナーは、南司会の『芸能スクランブル!!』としてそれぞれ独立番組となった。
スポンサーは『情報特急便』『2時のワイドショー』『うわさのうわさ』はローカル  で、ほかは全国共通だった。

### みのもんたの2代目総合司会就任と長寿番組化
1時間55分に短縮された1988年（昭和63年）10月から、みのもんたがコーナー「みのもんたのあらみてたのね」にレギュラー出演開始。1989年（平成元年）4月、山本が参院選出馬 により降板し、これに伴いみのが2代目総合司会に起用され、内容も司会交代当初はそれまで同様身近な話題や事件・事故などのニュースと「特集」と題した健康情報などの話題が中心だったが、これも徐々に見直しが進められ、後に健康情報を主体にした生活情報番組に切り替わった。また、正午の時報とともに流していたオープニングタイトル・提供クレジットを12:15を過ぎるまで流さないようにし、時報から16分 - 17分間はスタジオでの挨拶から特集の冒頭部をアバンタイトルとし、12:15を過ぎた頃に特集のテーマを発表してみのの「では、おもいッきりスタートです。」という言葉でタイトルに移る構成に変えられた。すると次第に視聴率が上昇し、その結果、8月には若年層をターゲットにした番組フジテレビ『森田一義アワー 笑っていいとも!』に次いで民放の同時間帯視聴率2位となった。そして1991年4月に平均10%を突破し、曜日によっては『いいとも!』を抜く様にもなる。年間平均視聴率でも視聴率で時間帯1位を取った事もあり、一時期は『いいとも!』と完全に逆転していた。
番組末期には、中学生や高校生が修学旅行その他学習の一環で度々スタジオを見学する事があった。
番組ロゴは開始当初から終了まで変わらなかった。が、OPアニメーションに関しては番組開始から2005年初頭までは「午後は○○」と出てから「おもいッきり」→「テレビ」と出ていたが、その後は番組終了まで「おもいッきり」が少し先に出てから空中で一回転している間に「午後は○○」が出て最後に「テレビ」と出る仕様に短縮された。
（カラーリング：午後は○○おもいッきりテレビ 但し、放送上の番組ロゴと番組ムック本のロゴでは多少色の濃淡が違う）

### 過渡期とおもいッきりイイ!!テレビへのリニューアル
2005年4月以降、みのは当番組と並行してTBSテレビで開始された平日朝の情報番組『みのもんたの朝ズバッ!』の総合司会に就任。60代を過ぎて多数のレギュラー番組を抱える中、みのの健康不安説が一部で囁かれ総合司会交代や番組自体の打ち切りが噂されていた。また、毎日放送『たかじんONE MAN』にゲスト出演したデーブ・スペクターが『NEWS ZERO』について語った際、「日本テレビは今ターゲット層を若者向けにしようとしているから『おもいッきり』はお荷物番組になりつつある」と述べた。
2005年10月10日放送分から12時台の構成を若干変え、オープニングに「みのカメラが行く」という中継コーナーを設け、同コーナーが終わったタイミングでみのが「じゃあ今日の特集、スタート!」と言ったところで「みのカメラが行く」の中継先の映像をバックにオープニングタイトルCG・提供クレジットを表示する形となった。また、ゲストコメンテーター陣も冒頭でみの・高橋と共に立って挨拶・オープニングコーナー・トークを行うようになり、特集に入る前の提供に切り替わってから座るというパターンに変わった。
2007年1月22日放送分からテロップなどのCGが新しくなり、番組開始から使われていた手書き風書体のテロップを完全に廃止した（但し、みのが出すフリップに書いている言葉などは番組終了まで手書きのものを引き続き使用していた。また番宣ゲストの場合CGが新しくなった後も白字に普通のテロップだった事があった）。と共に冒頭に「○月×日（△曜日）」という日付も表示された。
日テレの2006年秋 - 2008年春の番組改革に従い、2007年秋改編、即ち9月28日で『午後は○○おもいッきりテレビ』というタイトルでの放送を終了した（後座番組『ザ・ワイド』も同日に終了している）。放送回数は5100回に及んだ。10月1日からは番組名を『おもいッきりイイ!!テレビ』（8月16日放送にて発表。仮題は「みのもんたの昼も頑張れ!!お祭りワイド」だった。）に改題、ワイドショー番組にリニューアルすると同時に放送時間を5分前拡大（11:55 - ）した（2009年3月に終了）。総合司会のみのは続投となったが、アシスタントの高橋は降板した。
9月28日の『おもいッきりテレビ』としての最終回は長年出演してきた常連ゲストを迎えて、12時台に20年間の総決算として、健康をテーマにしたクイズ（おもいッきりテレビ検定）を、13時台に過去の総集編VTRを放送した（視聴率は7.8%）。また番組途中にサプライズとしてみのとも交友がある和田アキ子からの生電話もあった。そして、エンディングではみのが高橋に花束を渡し、高橋が視聴者に感謝の言葉を述べた。最後の提供クレジット・エンドカードではみの・高橋ら出演者・スタッフ全員が集まり、手を振って視聴者に別れを告げると共に、拍手の中でみのが「草野さんよろしく!」とこの後に同じく最終回を迎える『ザ・ワイド』の草野仁に呼び掛けて『ザ・ワイド』の予告へ接続し、番組は終了した。なお、最終回には初代総合司会の山本や初代アシスタントの泰葉、「情報特急便」の歴代キャスターだった久能靖・真山勇一はスタジオゲストおよびVTRコメントでの登場はなかった。

### 放送時間の変遷
| 期間      | 期間      | 放送時間（日本時間）        |
| --------- | --------- | --------------------------- |
| 1987.10.5 | 1988.9.30 | 平日 12:00 - 15:45（225分） |
| 1988.10.3 | 2007.9.28 | 平日 12:00 - 13:55（115分） |

## 生活情報番組としての影響力と批判
番組のホームドクターは医学博士の松原英多が担当した。
特集で取り上げるテーマは健康や料理に関するものが中心だったが、時々「便利グッズ」や「お金を賢く貯める生活法」といったものも紹介していた。特に健康に関するテーマには、制作スタッフが日本で行われる学会のほとんどに出席し、その資料の中からテーマを選び、学会の了承を得た上で放送するなど慎重を期しているとされていた 。番組内で紹介された食品が放送日当日から数日間、スーパーなどで品薄となることもよくあった。
とはいえ、その影響力はみのの巧みな話術と出演している医学博士を利用した権威付けによるものが大きく、特集の内容そのものには週刊朝日などから『発掘!あるある大事典』と同様の疑問が投げかけられていた。また、度々食品や食材を紹介し、特定の栄養素を「健康成分」と称してその含有量と効果を謳っていたが、その栄養素は別の食品などで摂取してもよく効率の多寡はあるものの、わざわざ番組で紹介された食材そのものを摂取する必要はないことも多かった。こうした情報を鵜呑みにする現象を「みのもんた症候群」と呼ぶ医療関係者もいる。

## 番組テーマ曲
テーマ曲は宮川泰作曲による番組オリジナル。オープニング・エンディング曲の他にCM前後に入れる短い曲（ジングル、サウンドステッカー、アタックなどと呼ばれる）、提供クレジットのBGMも調を変えるなどテーマ曲のアレンジであり、4時間時代も「2時のワイドショー」部分を除いて全編で流れていた。他に「ちょっと聞いてョ!おもいッきり生電話」「情報特急便」などのコーナーテーマ曲があった。また、2003年からはエンディング曲として『元気イキイキ!おもいッきり』という番組テーマソングも流れていた。2005年ごろにはオープニングを簡略化したため、短縮したものを流していた。
なお前番組『お昼のワイドショー』最終回のラストで、山本厚太郎と泰葉が紹介されて入場した時、BGMとして使用された（これが初使用）。
なお宮川は、放送開始当時の裏番組「ひるのプレゼント」（NHK）のテーマ曲も手掛けている。
オリジナル音源は長らくCD化されなかったが、番組の終了および宮川の没後である2018年8月29日発売の「宮川泰 テレビテーマ・ワールド」に収録された。同CDに収録されているのは、上述の『お昼のワイドショー』最終回やオープニング前のアバンタイトルで放送開始と同時にみのが挨拶する際、流していたバージョンである。

## 出演者
| 期間 | 期間      | 総合司会    | アシスタント | 情報特急便2 |
| --- | --------- | ----------- | ------------ | ----------- |
| 1987.10.5 | 1988.3.31 | 山本厚太郎  | 泰葉         | 久能靖      |
| 1988.4.1 | 1989.3.31 | 山本厚太郎  | 高橋佳代子   | 久能靖      |
| 1989.4.3 | 1990.3.30 | みのもんた1 | 高橋佳代子   | 久能靖      |
| 1990.4.2 | 1992.3.27 | みのもんた1 | 高橋佳代子   | 真山勇一    |
| 1992.3.30 | 2004.5.28 | みのもんた1 | 高橋佳代子   | 久能靖3     |
| 2004.5.31 | 2006.3.31 | みのもんた1 | 高橋佳代子   | 真山勇一3   |
| 2006.4.3 | 2007.9.28 | みのもんた1 | 高橋佳代子   | 金子茂3・4  |
| - 1 『おもいッきりイイ!!テレビ』も続投。 - 2 全員日本テレビアナウンサーあるいは報道部員 - 3 『ザ・ワイド』ニュースコーナーを兼務（久能(第2期)は1993年4月から）。 - 4 『NNNニュースD』を兼務。 |           |             |              |             |

備考
- 山本が夏休みなどで不在だった頃は大橋巨泉が代理司会を、みのが夏休みで不在の場合は徳光和夫、草野仁、峰竜太、中山秀征、羽鳥慎一、藤井貴彦など日本テレビの報道・情報番組の司会者が代理司会を、高橋が夏休みで不在の場合は日本テレビの女性アナウンサーがアシスタントの代理をしていた。
- 1987年10月から1988年9月の間、南美希子がうわさのうわさコーナー司会を担当したことがある。
- 1990年4月に真山に交代したのは、久能の夕方ニュース（『NNNニュースプラス1』（金曜・土曜）『NNN日曜夕刊』）への異動に伴う。

### ゲストコメンテーター
1回の放送につき当初は「おもいッきりエンジェル」と称される芸能人や文化人の女性のレギュラーゲストと「お客様」と称される男性のゲストの1名ずつ、放送時間短縮後は6名（男女3名ずつ）、さらにみのに司会が変わる前後からは4名（男女2名ずつ）が出演。以下、順不同。

#### 男性
- 宮川泰 [注釈 14]
- 大島渚
- 藤本義一
- 芹沢博文
- 大村崑
- 渡辺文雄
- 宍戸錠
- 鈴木治彦
- 山本文郎
- 三浦雄一郎
- 北村英治
- 平尾昌晃
- 崔洋一
- 吉村作治
- 林与一
- 橋幸夫
- 岡田眞澄
- ジェームス三木
- アントン・ウィッキー
- 中尾彬
- 村野武範
- 荻島眞一
- 田口計
- 菅原孝
- 佐々木功
- 里見浩太朗
- 舟木一夫
- 三田明
- 衣笠祥雄
- 黒沢年雄
- 黒部進
- 目黒祐樹
- 大森一樹
- 大和田獏 [注釈 15]
- 西郷輝彦
- あおい輝彦
- おりも政夫
- 松崎しげる
- タケカワユキヒデ
- 青島幸男
- 仲本工事
- 渡辺裕之
- 森末慎二
- 角盈男
- 羽田健太郎
- 大泉逸郎
- ピーター
- 田中義剛
- ケント・ギルバート
- ケント・デリカット
- ダニエル・カール
- ピーター・フランクル
- さとう宗幸
- 間寛平
- 西岡徳馬
- 三波豊和
- 金田賢一
- 岸田智史
- 旭道山和泰
- 太川陽介
- 清水圭
- 中村扇雀
- 林家正蔵
- パンチ佐藤
- 角田信朗
- 神田山陽
- 宮本和知[注釈 16]

#### 女性
- 芳村真理
- 大山のぶ代
- 水谷八重子
- 島かおり
- 三屋裕子
- 島倉千代子
- 松島トモ子
- 中原ひとみ
- 島田祐子
- 内海好江
- 坪内ミキ子
- 藤田弓子
- 菅井きん
- 磯野洋子
- 田部井淳子
- 真理アンヌ
- 小林千登勢
- 長谷川待子
- 伊東ゆかり
- 九重佑三子
- 松尾和子
- 木原光知子
- 三沢あけみ
- 前田美波里
- 今陽子
- 香山美子
- 芦川よしみ
- 秋川リサ
- 平みち
- マリ・クリスティーヌ
- 松崎悦子（チェリッシュ）
- 奈良富士子
- アグネス・チャン
- 叶和貴子
- 新井晴み
- 陣内貴美子
- 若原瞳
- 相本久美子
- ダンプ松本
- 松原のぶえ
- 大沢逸美
- 山口いづみ
- 岡崎友紀
- 服部真湖
- 夏樹陽子
- 神保美喜
- 松居一代
- 岩崎良美
- 谷川真理
- 増田明美
- 松居直美
- 藤森夕子
- リサ・ステッグマイヤー
- 熊本マリ
- 益子直美
- 田代みどり
- 林マヤ
- 大河内奈々子
- 熊田曜子
- 水野久美
- 磯村みどり

#### 補足
- 上記記載のゲストコメンテーターの中には、裏番組の『森田一義アワー 笑っていいとも!』『ライオンのごきげんよう』（共にフジテレビ）や『徹子の部屋』（テレビ朝日）にゲストとして出演する者も居た他、末期の金曜13時台のコーナー「出会いふれあい 路線バスの旅」にリポーターとして登場する場合もあった。また、上記以外に番組宣伝を兼ねて出演するゲストも居た（かつては火曜夜の『火曜サスペンス劇場』→『ドラマコンプレックス』→『火曜ドラマゴールド』に出演する俳優〈船越英一郎、賀来千香子など〉が登場していたが、2007年4月から木曜夜の『モクスペ』に出演するゲストが登場していた）。
- 主婦や中高年女性を主な視聴者層と想定していた関係から、これまで年齢が30歳代後半以上のタレントが多く出演していたが、末期には年代が若い女性の観客も多くなって来たため、2007年4月の番組リニューアルから女性を中心として20歳代のタレントが出演する機会が多くなった（不定期出演では熊田曜子、番宣を兼ねての出演では大沢あかね・綾瀬はるかなど。これまで年代の若いタレントはエンディングの番組宣伝ぐらいにしか登場しなかった）。

### リポーター
- バンザイ!日本の大家族：やまもとまさみ、いとうあさこ [注釈 17]
- ふるさと味自慢 こだわりの逸品：原田輝子、峰剛一
- ドキドキ 今ドキッ新婚さん：松崎しげる、原口あきまさ
- 出会いふれあい 路線バスの旅：ゲストコメンテーターの中から1人

## 主なコーナー

### シノハラ教授 お昼の脳トレ
2007年4月2日から始まった番組のオープニングコーナーだった。
諏訪東京理科大学教授の篠原菊紀が監修し、健康インストラクターの松田明典または太田翔を迎えて放送した（1か月毎に交代）。毎日レベルアップしている事が特徴だった。1週経つと脳トレ内容が変わり、またそれが毎日レベルアップしていく。と、これを毎週繰り返した。最終回には松田・太田が共に2人で出演した。

### みのカメラが行く
2005年10月10日から始まった番組の冒頭コーナー。主に首都圏エリアのとある場所（主に商店街や町工場、職人、イベント会場など）からのカメラ中継で、リポーターはおらず、スタジオの声は中継先に届いているので取材先の人との絡みも可能だった。たまに首都圏以外の地域にも中継したが、こちらは系列局の技術協力があった。スタジオモニターの関係から、ハイビジョンではなく頭角4:3にアップコンバートした映像で放送された。
2006年9月15日から2007年3月30日の間は、金曜日のみ13時台の「きょうは何の日」の後にもパート2という事で流れていた（3月30日は下記の事情によりなし）。

### きょうは何の日
番組開始当初からはじまった。主に19世紀末 - 20世紀（番組末期は21世紀〈2000年代〉も）の今日（つまり放送日）起こった事件・事故・話題・訃報を再現映像を交えて振り返っていき、後日談を含めて紹介していた。主に戦後を扱った場合、当日の読売新聞（朝刊・夕刊）の1面を紹介してからVTRに入る事が多かった。かつては『ごちそうさま』の前後に放送されていたが、放送終了後は現在の12:53ごろ（2007年4月以降は12:58ごろ）に始まっていた。当初はスタジオでその日の起こった出来事を再現するという形式だった。記念すべき第1回は「時刻表が初めて発売された日」。
かつてはCMを挟んだ2部構成だったが、下記コーナーの開始に合わせてCM抜きで一気にVTRを流す方法に変わった。また、2000年代後半では開始前のアイキャッチ時に当時の流行曲を流す事があった。
ナレーション（松井良ほか）は基本的に「です・ます」調であるが、窪田等などが稀に事件・訃報などを扱う場合は「だ・である」調になる事があった。
このコーナーは後番組の『おもいッきりイイ!!テレビ』でも継続放送され、『おもいッきりDON!』では同様の構成で「きょうはDONな日!?」として放送されていたが、半年後の2009年10月5日放送分より元の「きょうは何の日」に戻し、『DON!』終了まで継続した。
なお、現在NHKラジオで放送されている朝の報道・情報番組『マイあさ!』にも「きょうは何の日」と題したコーナーが存在するが、コーナー名が同一であるほかは全く無関係である。

### ちょっと聞いてョ!おもいッきり生電話
1989年7月3日から開始された13時台の核ともいえるコーナーだった。当初のスタートBGMは『それいけ!アンパンマン』の「勇気りんりん」の出だしの部分が使われていたが、1991年ごろに宮川泰作曲のテーマ曲に変わった。13:20丁度から概ね15分前後の時間に充てられた（この為、一部ネット局では放送されなかった）。事前に電話やFAXで募集されて選ばれた人（コーナー内で募集テロップを表示）が電話でみのやゲストに相談する。高橋は書記を担当し、相談者の年齢や家族構成、相談の内容などをホワイトボードに書き込む役割を担う。
相談者は主婦が多く、男性相談者が登場する事は稀である。一番多い相談は嫁姑問題、続いてそれ以外の家族問題や浮気などの夫婦間問題、ご近所同士の揉め事といった事が続いていた。プライバシー保護のため原則として相談者の名前は仮名でも付けておらず（これは最初の相談者が「匿名で」と発言した事からである）そのため番組では相談者の事を「奥さん」、「お嬢さん」、「あなた」と呼んでいた。相談者の住所も大まかな地域（関東・関西・東日本・西日本）ですら出さない（せいぜい「車で30分」といった抽象的なもの）。みのは余程特別な事情がない限り相談者に同情する事は少なく、余程大きな落ち度のある相談者に対しては本気で激怒するあるいは怒鳴ったり、これはみの自身も出演していたフジテレビ『愛する二人別れる二人』（後にやらせ問題が発覚したため打ち切り）、テレビ東京『愛の貧乏脱出大作戦』でもこのパターンが見られた。
ゲストコメンテーターの中でも特に内海好江や崔洋一は相談者に厳しいコメントをする事が多かった。これには新聞の投書欄などで「厳しすぎる」「言いすぎだ」などの批判もあり、賛否両論になることすらあった。この時に芳村真理やアグネス･チャンなどが出演する際は、みのの厳しいコメント及びみのが本気で激怒する場面を、内海や崔と共演した際には2人の厳しいコメントを何とか中和させる事も多かった。ただし、みの不在時の代理司会者はみのに比べてさほど本気で激怒あるいは厳しいコメントなどをすることはほとんど無かった。
また、相談者が放送禁止用語  を発言したこともあり、その時はコーナー終了後に高橋がお詫び・謝罪を行ったことがあった。
ただし、上記のように殆どが悩みの相談ではあるが、コーナーの方針自体は悩み相談に特化しているというわけではない。コーナーの最後の募集要項にもある通り「話したくてウズウズしている事を電話する」のが趣旨である。その為、稀にではあるが「みのさんに今の自分がいかに幸せであるかを聞いてほしい」「みのさんとテレビで世間話をしたいからかけた」「優しい夫に恵まれている事への感謝」等の悩み相談とは全く無縁の話題も存在した。
2007年4月2日以降は多少タイムテーブルが変わったため、13:24ごろから10分前後の時間に短縮され、金曜放送が廃止となり、代替コーナーとして「どう思います?お嬢さん」を放送していた。ただし、地方での公開放送の時は原則として放送されなかった。番組末期の相談の締めは「人生は60歳から」（相談者が60歳の場合）や「お化粧して旦那を驚かしちゃいな」など、みのの言葉は半ばマンネリ化していた。
当番組終了前日の2007年9月27日に終了し、翌9月28日の最終回で総集編が組まれた。リニューアル後の『おもいッきりイイ!!テレビ』では、火曜日に続編企画として、女性視聴者から寄せられたトラブルを元に構成したドラマが流され、その後みのらに相談するコーナー「火曜おんなの劇場 幸せになりたい」が放送されていた。2009年3月27日の『おもいッきりイイ!!テレビ』最終回でも、総集編が一部組まれていた。
本番組を代表するコーナーとして知名度は高く、ものまねタレント（栗田貫一等）がみののモノマネを披露する際は本コーナーを引用したことが多いほか、開始当初は『とんねるずのみなさんのおかげです』（フジテレビ）で、木梨憲武が扮するみのりもんたの司会で「ちょっと聞いてョ!おもいッきりノリ電話」というタイトルのパロディコントが制作された事もある。このコントにはみの本人及びおもいッきりゲストが出演した事があった（ただしゲストは4人ではなく3人）。
また、同局のゴールデン昇格前の夕方時代の『ぐるぐるナインティナイン』で、「午後は99 おもくそテレビ」名義で「ちょっと聞いてョ!おもくそイタ電話」というタイトルのパロディコーナーが制作された。岡村隆史扮するみにもんたと矢部浩之扮する矢部橋佳代子による司会で、矢部の兄や父親にイタズラ電話をかけたり、ナイナイの2人が様々な場所にロケに出向き見知らぬ一般人に声をかけ、一般人の妻や友人などの身内にイタズラ電話をかけるという内容であった。なお、ナイナイの2人は後に、同局の『ナイナイ&キャイ〜ンのトーク番組シリーズ』で、岡村がみにもんたに扮してみの本人と共演してる。
番組終了後、高橋がアデランスの女性用ウィッグのCMキャラクターに起用され、CMの中には高橋がホワイトボードに髪に悩む女性の相談内容を書き込むという場面が登場しており、このコーナーを思わせる演出がなされている。

### 情報特急便
番組初回から放送されたニュースコーナー。一時期は終了後に13:55から5分間放送されていた『NNNニューススポット』（1987年10月 - 1993年4月2日、本番組開始当初は一時廃止されていた）と並行して放送し、廃枠後は同番組の流れを汲む形をとっていた。最新情報がない限りは11:30の『NNNニュースD』（←『NNN昼のニュース』）の内容と映像がそのまま流用された。放送開始当初は、司会の山本が麹町社屋のEスタジオ（報道専用スタジオ）に移動し、久能とともに伝えていたが、後にニュースキャスターが生放送中のスタジオに来て伝える形となった。ただ、番組が録画放送もしくは地方からの公開生放送だったり、重大事件などの場合は報道フロアから放送された。詳しくは備考参照。
コーナー開始から2006年夏まではみのは一旦休憩のためスタジオを離れてCM明けの後半から登場していたが、7月ごろからコーナーを通して登場し、気になったニュースについてはコメントをするようになった（現在の『ヒルナンデス』の「報道フロアからの最新ニュース」コーナーでは現在、番組アシスタントがニュースキャスターを兼務しているため、報道フロアからメインスタジオに戻る時間を確保する観点からクロストークは一切行っていない ）。ただ、事件や裁判絡みのコメントでは怒りのあまり加害者などの問題主体を激しく批判・攻撃（ともすれば罵倒に近い）するため、キャスターが慌ててフォローする場面も多々あった。内容によってはその場のゲストや客も同調する事もあったが、ほとんどは閉口してしまう事が多かった。この影響もあり、番組末期はコメントも少なかった（日によっては終始黙り込む事もあった）。ただ、みのが興味・関心のあるニュース（少年犯罪・政治問題など）はコメントを行う場面がしばしば見られた。
ニュースの項目は他のニュース番組と同様、画面下に表示されているが、当コーナーは一切表示されず（報道フロアーからの放送の時は表示）、マルチ画面の表示でそれを代替していた。
取材映像はスタジオのモニターに配慮してか、ハイビジョンでも16:9から4:3にカットされサイドパネルを付けて放送された。ただし、画質はハイビジョンの高精細のままだった。しかし、2007年2月26日放送分より16:9のモニターに変更されたためハイビジョン映像になった。9月現在も16:9のハイビジョン映像となっているが、スタジオのモニターは再びこのコーナーのみ4:3標準画質モニターとなっていた。また4:3映像でも2月26日以前のようなサイドパネルは付けなくなった（正規のNNNニュース形式に変更していた）が、番組終了までサイドパネルに灰色の帯と「おもいッきりテレビ」の番組ロゴが付いていた。最終回のみ、ハイビジョン型のモニターとなっていた。
久能時代は、重大ニュースがあった日を除き最後のニュース（大体明るい話題が主）は関連したダジャレを言ってスタジオ中を和ませてから締めていた。
番組末期には、金曜日に週末 - 来週の週間天気を伝えるようになった。
番組改編期にはニュース終了後に新番組宣伝のコーナーが設けられており、番組によっては出演者がスタジオに登場することもあった。
リニューアル後の『おもいッきりイイ!!テレビ』では「NEWSエスプレッソ」として受け継がれた。キャスターに関しては「情報特急便」の晩年期を担当していた金子茂が10月より首相官邸担当記者に異動となったため 、『NNNニュースD』の後番組『NNNストレイトニュース』の平日メインキャスターである丸岡いずみが担当した。『おもいッきりDON!』では「丸岡いずみのDONDON取材中」→「丸岡キャスターのNEWSエクスプレス」として丸岡が引き続き担当。『DON!』では「NEWSエクスプレス」として岸田雪子に受け継がれ（丸岡は夕方のニュース番組開始に伴う異動）放送。現在の『ヒルナンデス!』では当番組 - DON!を含む45年間続いたこの時間帯における情報・報道路線から完全バラエティ路線へと方向転換した事によりニュースコーナー自体設けられていなかったが、2012年1月より定時ニュースコーナーが復活した。ただし、進行方式としては『DON!』までのような同じスタジオでは行わず、『情報ライブ ミヤネ屋』同様、スタジオとは別の報道フロアからニュースを伝え、ニュース終了後にスタジオ出演者とのクロストークを行う形を採っている。

### 13時台の日替わりコーナー
月曜日はスタジオからの生放送、火曜日以降はVTRでの放送だった。

#### 爆笑!S-3ライブ 笑いは健康の源（月曜）
漫才コーナー。毎週1組のお笑い芸人を呼んで漫才を行った。視聴者の年齢層に受け入れられ易い芸人が出演していた。後に若者に受け入れられ易い芸人も出演するようになった。番組収録のスタジオが「S-3スタジオ」である事がコーナー名の由来だった。紹介VTRのナレーターは佐藤賢治。

#### バンザイ!日本の大家族（火曜）
多数の家族を抱え、人情に密着するコーナー。ナレーターは屋良有作。2007年3月までは月曜放送されていた。

#### ふるさと味自慢 こだわりの逸品（水曜）
全国各地の特産物を紹介するコーナー。ナレーターは大山尚雄、真地勇志ほか。

#### ドキドキ 今ドキッ新婚さん（木曜）
新婚の夫婦に密着するコーナー。このコーナーのみ当初はVTRを一気に流す方法だったが、後にCMを挟んだ第2部構成となった。ナレーターは林田尚親。

#### 出会いふれあい 路線バスの旅（金曜）
路線バスに乗りながら人情探しをするコーナー。ナレーターは永井一郎。

### どう思います?お嬢さん
金曜放送されていたコーナーで、2007年3月まで前コーナーは「ちょっと聞いてョ!おもいッきり生電話」だった。同月最終週までは木曜放送された。

## 過去に放送されたコーナー
「ごちそうさま」はほぼ全国完全ネットだったが、「昼下がりのカルチャー」は13時台後半の放送であったため、放送していない地域もあった。ただし系列外で「ごちそうさま」をネットしていた一部の局は「おしゃれ」時代と同様、「昼下がりのカルチャー」とセットでネットした 。
- ごちそうさま（味の素一社提供）
- 今日のおもいッきり赤ちゃん
- 昼下がりのカルチャー
- うわさのうわさ（15時台芸能ワイドショー）
- なるほどなっとく!→知れば知るほどそれよさそう!
- 日本全国 噂のあの人!この技!!
- みのもんたのあらみてたのね

## 過去に放送された特別企画

### 怪奇特集・あなたの知らない世界
詳しくは「あなたの知らない世界」を参照。

### 年忘れ健康クイズスペシャル
- 1995年は生放送、1996年は録画（情報特急便のみ生放送）で放送された。
- 2006年12月28日に10年ぶりに復活したが、この時は生放送だった。

## 生中継
番組と連動してCM前後（アイキャッチ）に各地のお天気カメラからの生中継も行った。通常は日本テレビが設置している麹町→汐留本社、江の島、築地などから行っていた。以前は関東地方のイベント会場や行楽地（としまえん、マザー牧場など）にスタッフを派遣しての中継や全国のNNN系列からの天カメ中継も行っていた（週1日ずつ実施。特に系列新局の開局日にはその局のカメラを使用）。2005年10月からは提供クレジット表示時に「みのカメラが行く」での中継先が時々映る様になった（2006年第1回目の放送では同コーナーにみの自ら出演した〈正月に手術したため入院した病院からの出演〉。また、地上デジタル放送では以前まで汐留・渋谷・羽田空港などに設置してあるハイビジョンのお天気カメラ映像がこの番組では副調整室の都合により4:3の標準画質にダウンコンバート（映像の両端をカット）されていたが、11月ごろからは16:9のハイビジョン画質になっていた（「みのカメ」の中継は標準画質で実施）。

## 地方での公開放送
出演者が地方に出向いて公開生放送を行う事もあった。特集ではご当地名物の食材から分かる健康効果などを紹介していた。これまでに以下の場所で行われた。ただし「情報特急便」のコーナーは日本テレビの報道フロアからの放送だった。みのは2005年3月以降朝の情報番組「みのもんたの朝ズバッ!」（TBS）を担当する様になったため、同番組が海外ゴルフ中継やテニス中継で休止となる日を狙って実施されていた。
2004年
- 6月7日：鹿児島県鹿児島市・鹿児島市民文化ホール（鹿児島讀賣テレビ開局10周年記念）
- 11月29日：富山県新湊市（現在：射水市）・新湊中央文化会館（北日本放送地上デジタル放送開局記念）

2005年
- 4月11日：愛媛県松前町（まさきちょう）・松前総合文化センター（南海放送開局50周年/松前町町制50周年記念）

2006年
- 4月10日：岩手県遠野市・遠野市民センター

2007年
- 4月6日：長野県長野市・長野県県民文化会館

## ネット局
本編をネットした局のみ明記、系列はネット終了時のもの。一時期内包されていた『ごちそうさま』・『2時のワイドショー』については、ごちそうさま（テレビ番組）#ネット局・2時のワイドショー#放送局をそれぞれ参照。
| 放送対象地域   | 放送局                  | 系列                          | 備考                                    |
| -------------- | ----------------------- | ----------------------------- | --------------------------------------- |
| 関東広域圏     | 日本テレビ（NTV）       | 日本テレビ系列                | 制作局                                  |
| 北海道         | 札幌テレビ（STV）       | 日本テレビ系列                |                                         |
| 青森県         | 青森放送（RAB）         | 日本テレビ系列                | 1991年10月1日からフルネット             |
| 岩手県         | テレビ岩手（TVI）       | 日本テレビ系列                |                                         |
| 宮城県         | ミヤギテレビ（MMT）     | 日本テレビ系列                |                                         |
| 秋田県         | 秋田放送（ABS）         | 日本テレビ系列                | 2007年4月2日からフルネット              |
| 山形県         | 山形放送（YBC）         | 日本テレビ系列                | 1989年10月2日からフルネット             |
| 福島県         | 福島中央テレビ（FCT）   | 日本テレビ系列                |                                         |
| 山梨県         | 山梨放送（YBS）         | 日本テレビ系列                | 2007年4月2日からフルネット              |
| 新潟県         | テレビ新潟（TeNY）      | 日本テレビ系列                |                                         |
| 長野県         | テレビ信州（TSB）       | 日本テレビ系列                | 1991年4月1日から                        |
| 静岡県         | 静岡第一テレビ（SDT）   | 日本テレビ系列                |                                         |
| 富山県         | 北日本放送（KNB）       | 日本テレビ系列                | 1994年1月4日からフルネット              |
| 石川県         | テレビ金沢（KTK）       | 日本テレビ系列                | 1990年4月開局から                       |
| 福井県         | 福井放送（FBC）         | 日本テレビ系列                | 2007年4月2日からフルネット              |
| 中京広域圏     | 中京テレビ（CTV）       | 日本テレビ系列                |                                         |
| 近畿広域圏     | 読売テレビ（ytv）       | 日本テレビ系列                |                                         |
| 鳥取県・島根県 | 日本海テレビ（NKT）     | 日本テレビ系列                | 1988年10月3日からフルネット             |
| 広島県         | 広島テレビ（HTV）       | 日本テレビ系列                |                                         |
| 山口県         | 山口放送（KRY）         | 日本テレビ系列                | 1993年10月1日からフルネット             |
| 徳島県         | 四国放送（JRT）         | 日本テレビ系列                | 2007年4月2日からフルネット              |
| 香川県・岡山県 | 西日本放送（RNC）       | 日本テレビ系列                |                                         |
| 愛媛県         | 南海放送（RNB）         | 日本テレビ系列                | 1992年9月28日からフルネット             |
| 高知県         | 高知放送（RKC）         | 日本テレビ系列                | 1993年4月1日からフルネット              |
| 福岡県         | 福岡放送（FBS）         | 日本テレビ系列                |                                         |
| 長崎県         | テレビ長崎（KTN）       | フジテレビ系列 日本テレビ系列 | 1990年9月28日打ち切り                   |
| 長崎県         | 長崎国際テレビ（NIB）   | 日本テレビ系列                | 1991年3月25日（サービス放送期間中）から |
| 熊本県         | 熊本県民テレビ（KKT）   | 日本テレビ系列                |                                         |
| 鹿児島県       | 鹿児島読売テレビ（KYT） | 日本テレビ系列                | 1994年4月開局から                       |

### ネット局に関する備考
- かつては青森放送、秋田放送、山形放送、山梨放送、北日本放送、福井放送、山口放送、四国放送、南海放送、高知放送の10局が13:20で番組を終了していた。該当地域では『昼下がりのカルチャー』『ちょっと聞いてヨ！おもいッきり生電話』『情報特急便』『うわさのうわさ』などのコーナーは放送されなかった。山梨放送、福井放送では一度飛び降り『2時のワイドショー』のみ放送していた。
  - 青森放送、山梨放送、山口放送、四国放送、高知放送の5局は13:30 - 14:00、山梨放送は1994年4月4日から13:25 - 13:55（日本テレビ・読売テレビ制作『ザ・ワイド』を13:55から放送するため）に『ライオンのいただきます』→『ライオンのごきげんよう』（フジテレビ）を同日時差ネットしていた。
    - 青森放送と山口放送の2局はテレビ朝日系新局（青森朝日放送・山口朝日放送）開局に伴うANN脱退・NNSフルネット局化に伴う『ごきげんよう』打ち切りでフルネットになった他、高知放送は14:00から放送していたテレビ朝日正午枠の時差ネット廃止並びに、それに伴う『ごきげんよう』の14:00 - 14:30への時間変更に伴い、1993年4月1日からフルネット[12] になった。

  - 秋田放送、山形放送、北日本放送、福井放送、南海放送の5局は13:30 - 14:00、秋田放送・福井放送は1994年4月4日から13:25 - 13:55（山梨放送・四国放送と同じ）に『花王愛の劇場』（TBS）を遅れネット（1か月遅れ→3週間遅れ）していた。
    - 山形放送では4時間時代、『ごちそうさま』で一旦ネットを飛び降り、『通販番組』・『天気予報』・『花王愛の劇場』・テレビ朝日正午枠（14:00からの時差放送）の後、キー局と10分遅れの15:00から『うわさのうわさ』を放送していた。その後、4時間編成終了直後の1989年10月よりTBS系列のテレビユー山形が開局して『花王愛の劇場』の放映権が移行したため、フルネットでの放送となった。
    - 南海放送はあいテレビ（TBS系列）に『花王愛の劇場』の放送権が移行した上でフルネットになり、北日本放送は『花王愛の劇場』がチューリップテレビ（TBS系列）に放映権移行後の1990年10月から1993年12月までは読売テレビ制作の『朝の連続ドラマ』を遅れネットし、『朝の連続ドラマ』終了後の1994年1月4日からフルネットとなった。
    - この内、山形放送は1989年9月29日まで『花王愛の劇場』の遅れネット（放映権移行直前は『夏色の天使』を放送）を放送した後、同年10月2日からフルネット化された他、南海放送は1992年9月25日まで『花王愛の劇場』の遅れネット（放映権移行直前は『天までとどけ2』を放送）を放送した後、あいテレビのサービス放送期間中である同年9月28日からフルネット化された。

  - 飛び降りポイントがあった当時、かつては正味13:19で第1部が終了していたが、その後第1部の終了時刻は正味13:20に変更された。2007年3月30日を最後に飛び降りポイントは廃止となり、最後まで飛び降りを行っていた秋田放送・山梨放送・福井放送・四国放送の4局も翌4月2日からフルネットとなった（これらの局で差し替えをしていた番組は同月以降も打ち切ることはなく、それぞれの番組・枠の終了までネットを続けた）。ただ、番組は2007年9月28日で終了となったため、「ネットしていた局全てがフルネット」だった状況は、最終回までのわずか半年にとどまった。
- 青森放送では1993年から数年間毎年9月15日に『青森県民駅伝競走大会』の実況中継を行うため、開催が月 - 金曜日に当たる場合は『ザ・ワイド』と共に番組を休止していた（但し、『ごちそうさま』のみを15時台に時差ネット）。現在は毎年9月第1日曜日の開催になっているため、この問題は解消されている。また、クロスネット時代の1990年2月19日には衆議院選挙 [注釈 30] があり、その開票状況を番組内でも放送した関係で、通常13:20で飛び降りする所を13:55までのフルバージョン放送となった。
- 日本海テレビでは4時間枠時代、13:55で一旦飛び降り。テレビ朝日正午枠（同局では14:00からの放送） [注釈 31] をネットした後、『うわさのうわさ』に飛び乗っていた。14:55飛び乗りのポイントは番組で存在したわけではなく、また同局のみであった。
- 広島テレビでは、4時間時代『情報特急便』の時間帯を差し替える形で、また時間短縮後しばらく経過してからは13:20で飛び降り、ローカル情報番組『ほっとひろしま』を放送していたが、『柏村武昭のテレビ宣言』開始後は、ローカル番組の整理によりフルネットとなった。
- テレビ長崎も、1990年9月のNNN離脱（NNSは非加盟）まで同時ネットしていたが、13:00で飛び降り（13時台はフジテレビ系番組同時ネット『ライオンのいただきます』→『東海テレビ制作昼の帯ドラマ』のため）[注釈 32]。
- 15時台の『うわさのうわさ』はテレビ朝日の『布施明のグッDAY』→『欽ちゃんのどこまで笑うの!?』、フジテレビの『3時のあなた』→『タイム3』を放送していた地域が多く、半数前後の日本テレビ系列局では放送されなかった。
- 1996年10月から2000年9月までは『スカイパーフェクTV!』の『CS★日テレ』でも放送されていた。

## 備考

### その他
- 当初から一般観客入れ番組で、放送開始前の11:00ごろには当時の麹町NTV本社隣にある大野屋酒店からお茶が30缶がスタジオに配達され、観客に振舞われた。番組開始当初は、観客は13時台まで観覧し、「情報特急便」「2時のワイドショー」挟んだ後の「うわさのうわさ」は無観客で放送していた。
- みのは1985年の一時期、同じ時間帯の他局「この秋一番!」で司会を務めていた。
- 番組に関係した出演者などが亡くなった場合には、「みのカメラが行く」が休止・短縮となる場合があった。ほとんどの亡くなった出演者は「情報特急便」の冒頭で伝えられていた。
- 末期には学習の一環で見学に来た学生などに対し、みのが「何でここを選んだの? [注釈 33]」と見学の理由を尋ね、「日本テレビの番組が好きだからです」「みのさんに会いたかったから」などと、みの曰く“良い事”を言われると、みのから学生全員およびその引率者に図書カードを渡すのがお約束の光景となっていた[注釈 34]。
- 1997年3月まで12時台の提供クレジット出しは日本テレビ以外の系列はネットスポンサーにも関わらず各ネット局でのローカル出しだったまた、後のクレジットではテーマ曲（スローバージョン）も系列によっては日本テレビからの音声を遮断して流していた[注釈 35]。1997年4月からは日本テレビでの提供表示システムが変更（2004年2月28日の汐留現社屋移転・送出マスター切り替え前日まで使用されていた）されたことに伴い、テーマ曲は全国で日本テレビ送出のものになった。
- 2002年10月1日にはこの番組を題材にした『みのもんたの人生相談デカ〜おもいッきりTV殺人事件〜』が火曜サスペンス劇場で放送され、みのと高橋が主演した。
- 2003年3月20日は『NNN緊急報道特番 イラク攻撃・第2部』のため番組は休止[15][16]。
- 2006年3月21日（火曜・春分の日）はワールド・ベースボール・クラシックの決勝戦を放送したため、番組は休止された。また、この日は番組テーマ曲の作曲者・宮川泰が亡くなった日でもあった。
- 2006年12月4日 - 12月15日は、FIFAクラブワールドカップの番宣を兼ねた特設コーナーを放送した。コーナー名は付いていないが、12月4日 - 12月7日は世界の健康食品とサッカーに関してという事で各代表の地域を1日1回紹介していた。担当は陣内貴美子。月曜日・金曜日はスタジオから生で伝えていたが、火曜日 - 木曜日はスポーツバーを兼ねた特設スタジオから放送されていた。ちなみに、特設スタジオに呼び掛けたりしているが、実は録画放送となっている。12月11日 - 12月15日は大会ハイライトをスタジオから放送している。
  - その時間帯は大会の冠スポンサートヨタ自動車・丸八真綿（12月6日）、JT（12月4日）、ニッスイ（12月5日）、アートネイチャー（12月6日）、アース製薬（12月7日）、帝人・コニカミノルタ（12月12日）がネットスポンサーに就いていた。エンディングでネットスポンサーの提供クレジットが流れるのは久しぶりになる。
- 通常、新年最初の放送は高校サッカー準々決勝の翌日からだったが、2007年は1月4日からの放送だった（例年放送されていた『ザ・ワイド』の新春拡大スペシャルがなかったため）。ただし、この日は録画放送だった（なお「情報特急便」のみ生放送で、報道フロアから金子が1人で伝えた）。翌1月5日は高校サッカー中継で休止になり、1月8日が同年最初の生放送となった。なお、1月4日・1月5日は『朝ズバッ!』も休止となっており、みのは正月休暇取得中であったとみられる（高橋も同様）。
- 2007年1月16日放送された火曜ドラマゴールド『現代に甦った闇の死置人 あなたの怨み晴らします』では、22:13ごろや22:49ごろなどに番組内の"情報特急便"部分の"パロディ"が放送された（BGMや出演者および番組タイトルなどは全く“本家”と同じものだった）。
- 2007年3月30日は「みのカメ第2部」の中継回線が不調だったため中止し、その替わりとして当日に発売されたみのもんたの新著「義理と人情 僕はなぜ働くのか」（幻冬舎新書）の中身について本人が紹介する時間に充てた。また、同日の「情報特急便」で「プロ野球セ・リーグ開幕」のニュースの際に横浜スタジアムからの中継に『朝ズバッ!』でみのと共演およびスポーツコーナー担当でTBSアナウンサーの高畑百合子が当時日本テレビアナウンサーの古閑陽子とともに登場し、本番組と『朝ズバッ!』の最初で最後のミニコラボレーションが実現した（この日みのは同球場の「横浜 - 巨人」開幕戦の始球式で高畑と共に司会を務める事になっていた）。

### こぼれ話
- 日本文化センター・マルトモ（末期には降板）は『お昼のワイドショー』時代からのスポンサーである。日本文化センターではかつて13時台でもスポンサーに入っていた事があったり、末期までは一部地域で本番組のローカルスポット枠でも同社のCMが流れている事があった（青森放送では「おもいッきりDON!」でも流れていた）。
- 1991年、みのと高橋が不倫交際をしていると報道された(※みの、高橋は共に報道内容を否定しており、みのは「（高橋は）仕事仲間の一人」と語っている。[2]。

## スタッフ
- 総監督：齋藤太朗、渥美光三
- 総合演出：木島隆史、千野克彦、小澤龍太郎
- 監修：羽柴秀彦
- 構成：川島常念、水谷和彦、今村良樹、小菅俊夫、藤原琢也他
- ナレーター：真地勇志、佐藤賢治（S-3ライブ）、屋良有作（日本の大家族）、鈴木博紀（こだわりの逸品）、林田尚親（今ドキッ新婚さん）、永井一郎（路線バスの旅）他
- 音楽：宮川泰
- スタイリスト：御法川靖子 [注釈 36]（みのもんた）、いろべゆき（高橋佳代子）
- 技術協力：コスモ・スペース
- 美術・照明協力：日テレアート
- 衣装協力：Supermoda
- 制作協力：AX-ON（旧日本テレビエンタープライズ）
- プロデューサー：冨尾捷二、中俣達、黛敏夫、井上之彦、神山喜久子、柏井伸二、三沢紳一、長沢郁朗、児島三郎、村越龍、甘利孝、石橋久子、大島典子、川添武明、服部彰、渡辺満子、八木元、藕原信、田中淳一、久保田誠、横田崇
- チーフプロデューサー：白石重昭、加藤光夫、上島基幸、吉岡正敏、増田一穂、大澤雅彦、石澤顕、高橋正弘、岡田泰三
- 製作著作：日本テレビ

## 関連番組
- みのもんたの人生相談デカ〜おもいッきりテレビ殺人事件（2002年10月1日）
  - テレビ番組生放送中に殺人事件が起こり、みのもんた（本人）が事件を解決に動くという指向の番組から派生したテレビドラマ。